# مانولو هررو (بازیکن فوتبال، زاده ۱۹۷۰)
مانولو هررو (انگلیسی: Manolo Herrero؛ زادهٔ ۲۸ ژوئن ۱۹۷۰) بازیکن فوتبال اهل اسپانیا است.
از باشگاه‌هایی که در آن بازی کرده‌است می‌توان به باشگاه فوتبال مالاگا، باشگاه فوتبال رئال وایادولید، باشگاه فوتبال کوردوبا، باشگاه خیمناستیک تاراگونا، و باشگاه فوتبال گرانادا اشاره کرد.